# Husein Gradaščević

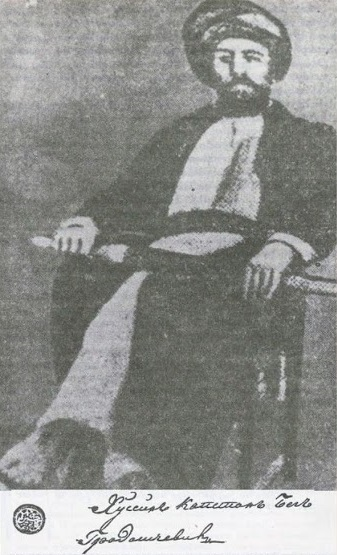
Husein Gradaščević

Husein Gradaščević (Gradačac, 31 augustus 1802 - Istanboel, 17 augustus 1834), beter bekend onder zijn roepnaam Draak van Bosnië (Bosnisch: Zmaj od Bosne) is een van de bekendste figuren uit de geschiedenis van Bosnië en Herzegovina. 

## Leider van de opstand
Hij werd in 1831 gekozen tot leider van de opstand van Bosnië en Herzegovina tegen de Turkse heersers. Al aan het begin van de opstand verjoeg het leger van Gradaščević de Turken uit Bosnië. Op 18 juli 1831 versloegen zijn troepen, bestaande uit Bosnische christenen en moslims, de Turken ook in Kosovo. Op 12 september 1831 riep Gradaščević te Sarajevo de Bosnische autonomie uit.
Maar na een reeks nederlagen werd het Bosnische leger op 4 juni 1832 definitief door de Turken verslagen bij Stup tussen Sarajevo en Ilidža.

## Overlijden
Gradaščević overleed onder verdachte omstandigheden in Istanboel op 17 augustus 1834.